# Takashima Hokkai
Pour les articles homonymes, voir Takashima (homonymie).
Hokkai Takashima (高島 北海, Takashima Hokkai), de son vrai nom Tokuzō (得三) est un peintre, ingénieur et botaniste japonais né en 1850 à Hagi, décédé en 1931. Il fut membre du mouvement de l'école de Nancy.

## Biographie
Fils de médecin appartenant à la caste des samouraïs, il reçoit une éducation très traditionnelle.
Parcourant le Japon pendant sept ans pour en étudier la flore et l'agriculture accompagné d'un peintre, Hokkai Takashima est envoyé en Écosse puis à Nancy par le ministère de l'agriculture du Japon pour y suivre les cours de l'école nationale forestière de 1885 à 1888.
Il se lie d'amitié avec Ernest Bussière, Émile Gallé, Victor Prouvé et René Wiener.
Ce dernier organisera une exposition des dessins de Hokkai dans sa vitrine lui permettant ainsi de participer au salon des Beaux-Arts de Nancy l'année suivante.
Takashima influencera nettement Louis Hestaux et Camille Martin, très sensible à l'art japonais.
Rentré au Japon, il y devient Directeur des forêts. Il effectuera un dernier séjour officiel à Nancy en 1889 avant de quitter ses fonctions ministérielles et se consacrer définitivement à la peinture.
En 1901, il figure dans le Comité directeur de l'École de Nancy.

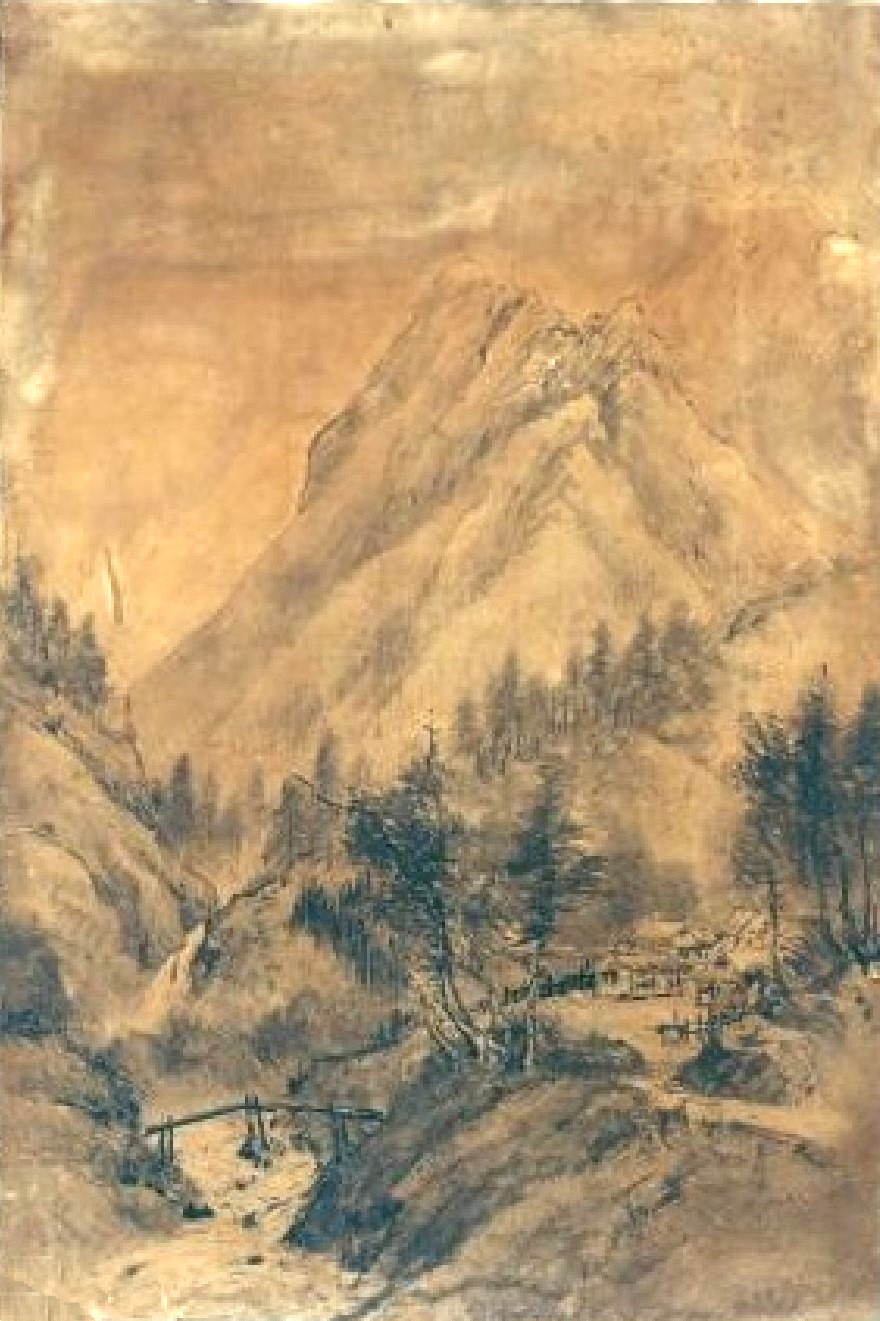

## Legs
98 œuvres de Takashima ont été données à René Wiener, et de nombreuses planches à l'École forestière.